# 魁北克省地理
魁北克省（法語：Québec）位於北美洲東岸，佔地1,667,441平方公里，大概等於世界第十七大國家的面積，三個法國，或者五個日本的面積。
魁北克省與美國四個州份（紐約州、佛蒙特州、新罕布什爾州、緬因州）、加拿大三個省份（紐芬蘭與拉布拉多、新布藍茲維、安大略省）相鄰，並與努納武特地區的海域相鄰。